# Saint Louis Football Club
Il Saint Louis Football Club è stata una società calcistica statunitense con sede a St. Louis (Missouri). Il club, fondato nel 2014, ha militato nella USL dal 2015 fino allo scioglimento della società avvenuto nel 2020.
In precedenza la città di St. Louis vanta una storia più che centenaria nell'attività calcistica iniziata nel 1890 con la fondazione della lega di calcio St. Louis Association Foot Ball League (1890-1910) e la successiva St. Louis Soccer League (1907-1939).
I St. Louis Stars nella NASL dal 1968 al 1977 ridiedero al calcio un nuovo impulso, seguiti dai St. Louis Steamers (1979–1988 e 1998-2006) e St. Louis Storm (1989-1992) nella Major Indoor Soccer League, i St. Louis Ambush (1992-2000 militanti nella National Professional Soccer League), i St. Louis Knights (USISL 1994 e 1995), i St. Louis Lions (dal 2006 nella USL Premier Development League) e finendo con gli AC St. Louis militanti nella USSF Division 2 Professional League fino al 2011.

## Storia
Il 1º maggio del 2014 la lega USL ha insignito la città di Saint Louis di una franchigia nell'allora terza lega nord americana attraverso la società SLSG PRO (St. Louis Scott Gallagher PRO). I St. Louis Scott Gallagher Soccer Club è una società sportiva nata nel 2007 dalla fusione di tre delle principali squadre di calcio della zona (St. Louis Busch Soccer Club, Scott Gallagher Soccer Club e Metro United Soccer Club), società molto attiva nell'ambito del calcio giovanile sia maschile che femminile.
Il 2 giugno 2014 è stato annunciato che il club si sarebbe chiamato Saint Louis Football Club e che avrebbe giocato presso il Saint Louis Soccer Park a Fenton. Dale Schilly, direttore del club giovanile dei St. Louis Scott Gallagher Soccer Club, è stato nominato capo allenatore. Il 16 gennaio 2015 il team ha annunciato l'affiliazione con i Chicago Fire della MLS.
I St. Louis FC hanno giocato la partita inaugurale il 28 marzo 2015, perdendo contro Louisville City, e terminando noni nella Eastern Conference. L'anno successivo, in Western Conference, il campionato termina con la quattordicesima posizione ed il successivo avvicendamento in panchina tra Schilly, Tim Leonard (nominato capo allenatore ad interim) e Predrag Radosavljević ed il termine dell'affiliazione ai Chicago Fire.
Il ritorno in Eastern Conference nel 2017 si conclude con la dodicesima posizione e l'ulteriore avvicendamento in panchina con l'arrivo del gallese Anthony Pulis che guiderà la formazione gigliata, nel successivo campionato, all'ottavo posto nella Western Conference ed il consecutivo accesso ai playoff. La prima esperienza di post-season termina negli ottavi di finale venendo eliminati dai Orange County.
Il confermato Pulis guiderà la formazione all'undicesimo posto nel campionato 2019 in Western Conference, e raggiungendo i quarti di finale Open Cup, eliminati dai Atlanta United. Al termine della stagione Pulis lascerà il posto a Steve Trittschuh.
Il 25 agosto 2020 il club ha annunciato che avrebbe terminato le attività alla fine della stagione, cessando così di esistere a seguito della sconfitta per 2-0 patita contro il Louisville City nelle semifinali della Eastern Conference.

## Colori e simboli

### Colori
La divisa della squadra è blu e verde, la seconda maglia è bianca. I colori sociali provengono dalla società fondatrice, il St. Louis Scott Gallagher Soccer Club.
- Casa

| Nike 2015-2016 | Nike 2017 | Nike 2018 | Nike 2019- |

- Trasferta

| Nike 2015 | Nike 2016 | Nike 2017-2018 | Nike 2019 | Nike 2020- |

- Alternativa

| Nike 2015 | Nike 2016 | Nike 2017 | Nike 2018 |

### Simboli ufficiali

#### Stemma
Il logo include il Giglio rendendo omaggio al passato francese di Saint Louis con riferimento all'anno in cui è stata fondata la città, 1764.

## Strutture

### Stadio
I Saint Louis Football Club giocano le partite casalinghe al West Community Stadium, campo principale del World Wide Technology Soccer Park (precedentemente conosciuto come Anheuser-Busch Center e, successivamente, St. Louis Soccer Park), impianto da 5.500 posti inaugurato nel 1982.

## Società
Jim Kavanaugh, con un passato sportivo nei Los Angeles Lazers, è amministratore delegato della World Wide Technology con partecipazioni nel mondo sportivo con i St. Louis Scott Gallagher Soccer Club, nel calcio, e St. Louis Blues nell'hockey su ghiaccio.
Ha partecipato come co-proprietario all'ammissione della franchigia Saint Louis City SC dal 2023 nella Major League Soccer insieme a Carolyn Kindle Betz e Jo Ann Taylor Kindle.

### Organigramma societario
- Jim Kavanaugh - Presidente e amministratore delegato
- Tom Strunk - Direttore Finanziario
- Rob Ebert - Consigliere
- Patrick Barry - Direttore Esecutivo
- Jeremy Alumbaugh - General Manager
- Giselle Paletta - Operatore economico
- Andy Krus - Direttore delle Finanze
- Tom Rodgers - Comunicazioni

### Sponsor
| Cronologia degli sponsor tecnici - 2015-2020 Nike | Cronologia degli sponsor ufficiali - 2015-2020 Electrical |

## Allenatori e presidenti
| Cronologia degli Allenatori - 2014-2016 Dale Schilly - 2016-2016 Tim Leonard (Interim) - 2016-2017 Predrag Radosavljević - 2017-2020 Anthony Pulis - 2020 Steve Trittschuh | Cronologia dei Presidenti - 2014-2020 Jim Kavanaugh |

## Organico

### Rosa 2019
Aggiornata al 28 novembre 2019
| N. |                         | Ruolo | Calciatore       |
| -- | ----------------------- | ----- | ---------------- |
| 1  | Stati Uniti (bandiera)  | P     | Tomás Gómez      |
| 2  | Stati Uniti (bandiera)  | D     | Matt Bahner      |
| 3  | RD del Congo (bandiera) | D     | Phanuel Kavita   |
| 4  | Stati Uniti (bandiera)  | D     | Sam Fink         |
| 5  | Canada (bandiera)       | D     | Paris Gee        |
| 6  | Francia (bandiera)      | D     | Bradley Kamdem   |
| 7  | Stati Uniti (bandiera)  | C     | Audi Jepson      |
| 8  | Inghilterra (bandiera)  | C     | Lewis Hilton     |
| 9  | Stati Uniti (bandiera)  | C     | Russell Cicerone |
| 10 | Camerun (bandiera)      | A     | Albert Dikwa     |
| 11 | El Salvador (bandiera)  | C     | Joaquín Rivas    |
| 12 | Israele (bandiera)      | C     | Guy Abend        |
| 13 | Giamaica (bandiera)     | C     | Kadeem Dacres    |

| N. |                        | Ruolo | Calciatore         |
| -- | ---------------------- | ----- | ------------------ |
| 14 | Inghilterra (bandiera) | A     | Tyler Blackwood    |
| 15 | Stati Uniti (bandiera) | D     | Sean Reynolds      |
| 17 | Ghana (bandiera)       | C     | Oscar Umar         |
| 18 | Stati Uniti (bandiera) | A     | Caleb Calvert      |
| 20 | Perù (bandiera)        | C     | Collin Fernandez   |
| 21 | Stati Uniti (bandiera) | C     | Matt Thomas        |
| 22 | Stati Uniti (bandiera) | A     | Kyle Greig         |
| 24 | Stati Uniti (bandiera) | P     | Jake Fenlason      |
| 26 | Stati Uniti (bandiera) | D     | Lawson Redmon      |
| 27 | Stati Uniti (bandiera) | D     | Jansen Miller      |
| 29 | Stati Uniti (bandiera) | C     | Nikiphoros Vlastos |
| 99 | Canada (bandiera)      | C     | Mastanabal Kacher  |

### Staff
- Steve Trittschuh - Allenatore
- Max Rogers - Vice-Allenatore
- Brian Jones - Allenatore Portieri
- Nick Caruso - Preparatore atletico
- Brian Bounds - Preparatore atletico

### Rosa 2015
Aggiornata al 24 marzo 2015
| N. |                        | Ruolo | Calciatore      |
| -- | ---------------------- | ----- | --------------- |
| 1  | Stati Uniti (bandiera) | P     | Mark Pais       |
| 2  | Giamaica (bandiera)    | D     | Richard Dixon   |
| 3  | Stati Uniti (bandiera) | D     | Sam Fink        |
| 4  | Polonia (bandiera)     | D     | Oskar Gasecki   |
| 5  | Stati Uniti (bandiera) | C     | Bryan Ciesulka  |
| 6  | Stati Uniti (bandiera) | D     | Parker Maher    |
| 7  | Giamaica (bandiera)    | C     | Jamiel Hardware |
| 8  | Stati Uniti (bandiera) | A     | Bryan Gaul      |
| 9  | Giamaica (bandiera)    | A     | Jeremie Lynch   |
| 10 | Giappone (bandiera)    | C     | Kentaro Takada  |
| 11 | Stati Uniti (bandiera) | C     | Charles Renken  |

| N. |                          | Ruolo | Calciatore       |
| -- | ------------------------ | ----- | ---------------- |
| 13 | Stati Uniti (bandiera)   | D     | Nick Bibbs       |
| 14 | Nuova Zelanda (bandiera) | D     | James Musa       |
| 15 | Stati Uniti (bandiera)   | A     | Mike Ambersley   |
| 16 | Stati Uniti (bandiera)   | A     | Mike Roach       |
| 17 | Stati Uniti (bandiera)   | C     | Jacob Bushue     |
| 20 | Stati Uniti (bandiera)   | C     | Jack Mathis      |
| 21 | Stati Uniti (bandiera)   | D     | Chad Vandegriffe |
| 22 | Stati Uniti (bandiera)   | D     | Patrick Doody    |
| 23 | Inghilterra (bandiera)   | A     | Jordan Roberts   |
| 25 | Stati Uniti (bandiera)   | D     | Brandon Barklage |